# Wild Cherry
Wild Cherry war eine US-amerikanische Funk-/Rockband, die vor allem für ihren Nummer-eins-Hit Play That Funky Music bekannt ist.

## Geschichte
Der Leadsänger und Gitarrist Rob Parissi wuchs in Mingo Junction im US-Bundesstaat Ohio auf. 1970 gründete er die Band Wild Cherry. Der Bandname stammte von einer Packung Hustenbonbons, die Parissi während eines kurzen Krankenhausaufenthaltes zu sich nahm. Die Originalbesetzung umfasste die Mitglieder Ben Difabbio (Schlagzeug und Gesang), Louie Osso (Gitarre und Gesang), Larry Brown (Bass und Gesang), Larry Mader (Keyboard und Gesang) und Rob Parissi. Über die Jahre gab es einige Wechsel, mit Osso, Brown und Mader, welche die Band verließen und Parissi's Cousin Coogie Stoddart (Gitarre und Gesang), Joe Buchmelter (Bass) und Buckie Lusk (Bass), welche der Band beitraten.
In den frühen 1970er Jahren wurden einige Lieder im Eigenverlag veröffentlicht, unter anderem You Can Be High (But Lay Low) und Something Special on Your Mind. Ihr Musikstil zu dieser Zeit war ausschließlich Rockmusik. Schließlich erhielten sie einen Plattenvertrag von Brown Bag Records und veröffentlichten auf diesem Label unter anderem die Songs Get Down und Show Me Your Badge. Anschließend löste sich die Band auf und Parissi versuchte sich als Betreiber eines lokalen Steakhouses. Dies verlief jedoch nicht besonders erfolgreich und als sein Enthusiasmus für die Musik zurückkehrte, entschied er sich, es noch einmal zu versuchen.
Parissi gründete die Band noch einmal mit neuen Musikern. Die neuen Mitglieder beinhalteten Bryan Bassett (Gitarre und Gesang), Ron Beitle (Schlagzeug) und Allen Wentz (Bass und Gesang). Zu dieser Zeit war gerade der neue Musikstil Disco am aufkommen und die Band wurde vermehrt angefragt, mehr Dancemusik zu spielen. Im 2001 Club in Pittsburgh kam eines Tages eine Gruppe schwarzhäutiger Fans zur Bühne und neckte sie:

“Are you white boys gonna play some funky music?”

„Werdet ihr weißen Jungs etwas funky Musik spielen?“

Eines Abends während einer Konzertpause äußerte der Schlagzeuger Ron Beitle den Ausdruck „Play That Funky Music, White Boy“. Rob Parissi war sofort inspiriert und schrieb ein Lied um diesen Ausdruck in fünf Minuten. Zurück im Studio, als sie das Lied aufnehmen wollten, war der Studioingenieur Ken Hamann vom Hitpotential begeistert und machte die Plattenfirma Sweet City Records auf die Band aufmerksam, die sie sofort unter Vertrag nahm. Parissi wollte das Lied zuerst auf der B-Seite von der Coverversion von Commodores’ I Feel Sanctified veröffentlichen. Das Label überzeugte sie jedoch, das Lied auf der A-Seite zu veröffentlichen.
Play That Funky Music wurde ein riesiger Erfolg, als er 1976 veröffentlicht wurde und erreichte die Nummer eins sowohl in den Billboard R&B-Charts wie auch in den Hot 100. Die Single wie auch das selbstbenannte Debütalbum erreichte Platin-Status. Die Band wurde von Billboard als beste Popgruppe des Jahres nominiert und erhielt einen American Music Award für die beste R&B-Single des Jahres sowie zwei Grammy-Nominierungen als „Best New Vocal Group“ sowie „Best R&B Performance by a Group or Duo“.
Mit den folgenden zwei Alben hatten sie noch mehrmals Charterfolge mit den Singles Baby Don’t You Know (1977; #43), Hot to Trot (1977; #95), Hold On (1977; #61) und I Love My Music (1978; #69). Mit dem letzten Album Only the Wild Survive (1979) erreichten sie keine Platzierung in den Hot 100 mehr.
1979 trennte sich die Band und einige Mitglieder verfolgten später neue Bandprojekte. Die Single Play That Funky Music wurde 1988 von der Rockband Roxanne gecovert und 1990 auch von Vanilla Ice neu interpretiert.

## Diskografie

### Studioalben
| Jahr | Titel                 | Höchstplatzierung, Gesamtwochen, AuszeichnungChartsChartplatzierungen (Jahr, Titel, Platzierungen, Wochen, Auszeichnungen, Anmerkungen) | Anmerkungen                      |
| Jahr | Titel                 | US | Anmerkungen                      |
| ---- | --------------------- | --- | -------------------------------- |
| 1976 | Wild Cherry           | US5 Platin · (29 Wo.)US | Erstveröffentlichung: Juni 1976  |
| 1977 | Electrified Funk      | US51 (9 Wo.)US | Erstveröffentlichung: April 1977 |
| 1978 | I Love My Music       | US84 (9 Wo.)US | Erstveröffentlichung: 1978       |
| 1979 | Only the Wild Survive | — | Erstveröffentlichung: Mai 1979   |

### Kompilationen
- 2000: Play the Funk
- 2002: Super Hits

### Singles
| Jahr | Titel Album                          | Höchstplatzierung, Gesamtwochen, AuszeichnungChartplatzierungen (Jahr, Titel, Album, Platzierungen, Wochen, Auszeichnungen, Anmerkungen) | Höchstplatzierung, Gesamtwochen, AuszeichnungChartplatzierungen (Jahr, Titel, Album, Platzierungen, Wochen, Auszeichnungen, Anmerkungen) | Höchstplatzierung, Gesamtwochen, AuszeichnungChartplatzierungen (Jahr, Titel, Album, Platzierungen, Wochen, Auszeichnungen, Anmerkungen) | Anmerkungen                         |
| Jahr | Titel Album                          | DE | UK | US | Anmerkungen                         |
| ---- | ------------------------------------ | --- | --- | --- | ----------------------------------- |
| 1976 | Play That Funky Music Wild Cherry    | DE42 (4 Wo.)DE | UK7 Platin · (11 Wo.)UK | US1 Platin + Gold (Digital) · (25 Wo.)US                                                                                                 | Erstveröffentlichung: April 1976    |
| 1976 | Baby Don’t You Know Electrified Funk | — | — | US43 (7 Wo.)US | Erstveröffentlichung: Dezember 1976 |
| 1977 | Hot to Trot Electrified Funk         | — | — | US95 (2 Wo.)US | Erstveröffentlichung: April 1977    |
| 1977 | Hold On Electrified Funk             | — | — | US61 (6 Wo.)US | Erstveröffentlichung: August 1977   |
| 1978 | I Love My Music                      | — | — | US69 (8 Wo.)US | Erstveröffentlichung: Februar 1978  |

Weitere Singles
- 1972: Show Me Your Badge / Bring Back the Fire
- 1973: Get Down / Livin' & Lovin
- 1976: I Feel Sanctified
- 1978: 123 Kind of Love
- 1978: This Old Heart of Mine
- 1979: Try a Piece of My Love

## Auszeichnungen für Musikverkäufe
| Goldene Schallplatte - Kanada - 1976: für die Single Play That Funky Music | 2× Platin-Schallplatte - Neuseeland - 2024: für die Single Play That Funky Music |

Anmerkung: Auszeichnungen in Ländern aus den Charttabellen bzw. Chartboxen sind in ebendiesen zu finden.
| Land/RegionAuszeichnungen für Musikverkäufe (Land/Region, Auszeichnungen, Verkäufe, Quellen) | Gold     | Platin     | Verkäufe  | Quellen          |
| -------------------------------------------------------------------------------------------- | -------- | ---------- | --------- | ---------------- |
| Kanada (MC)                                                                                  | Gold1    | —          | 75.000    | musiccanada.com  |
| Neuseeland (RMNZ)                                                                            | —        | 2× Platin2 | 60.000    | radioscope.co.nz |
| Vereinigte Staaten (RIAA)                                                                    | Gold1    | 2× Platin2 | 3.500.000 | riaa.com         |
| Vereinigtes Königreich (BPI)                                                                 | —        | Platin1    | 600.000   | bpi.co.uk        |
| Insgesamt                                                                                    | 2× Gold2 | 5× Platin5 |           |                  |